# Monodia (botânica)
Monodia S.W.L.Jacobs é um género botânico pertencente à família Poaceae.